# Барагунов, Владимир Хатизович
Барагу́нов Влади́мир Хати́зович (кабард.-черк. Бэрэгъун Хьэтиз и къуэ Владимир; 31 декабря 1939, Кенже, КБАССР, СССР — 13 октября 1997, Нальчик, Россия) — советский и российский певец, музыковед. Народный артист Кабардино-Балкарской АССР (1981), Заслуженный деятель искусств РФ (1996).

## Биография
Родился в с. Кенже в Кабардино-Балкарской АССР.
В 1969 окончил Саратовскую государственную консерваторию им. Леонида Собинова.
В 1969 — 1977 был солистом Кабардино-Балкарского музыкального театра. Спел 19 оперных партий; им записаны сотни песен, баллад, романсов на радио и телевидении, на пластинках. Помимо прочих, записал народную песню "Орада си пакъ", использованную при создании мультфильма "Его жена курица".
В 1977 — 1987 был солистом, художественным руководителем, а в 1987 — 1997 директором Кабардино-Балкарской Государственной филармонии.
Является одним из авторов трехтомника «Народные песни и инструментальные наигрыши адыгов», совместно с Евгением Гиппиусом и Зарамуком Кардангушевым.

## Награды и звания
- Лауреат Государственной премии КБР
- Высшая награда «Золотой топорик» Международного фольклорного фестиваля в Польше
- Народный артист Кабардино-Балкарской АССР (1981)
- Заслуженный деятель искусств РФ (1996)